# Vittorio Lucchetti
Vittorio Lucchetti (ur. 21 grudnia 1894 w Livorno, zm. 3 lutego 1965 w Genui) – włoski gimnastyk. Dwukrotny medalista olimpijski.
Brał udział w trzech igrzyskach (IO 20, IO 24, IO 28), na dwóch zdobywał złote medale w rywalizacji drużynowej. W 1920 znalazł się w gronie zwycięzców w wieloboju rozgrywanym w systemie europejskim, cztery lata później triumfował w wieloboju.